# Cronaca dei Pitti
La Cronaca dei Pitti è il nome dato dagli storici ad una lista di re dei Pitti.
La lista inizia migliaia di anni prima che siano esistite registrazioni storiche in Pictavia e termina dopo che la Pictavia si è evoluta nella moderna Scozia.

## Versione A
Esistono diverse versioni della Cronaca dei Pitti. Quella nota come A è probabilmente la più antica, la più completa e forse quella che contiene anche il minor numero di errori.
Il manoscritto originale (ormai perso) sembrerebbe datare ai primi anni del regno di Kenneth II, che governò la Scozia dal 971 al 995, in quanto questi è l'ultimo sovrano menzionato nella lista e oltretutto senza la durata del suo regno, come se l'estensore non ne fosse a conoscenza. Questa versione sopravvive in un unico manoscritto risalente al XIV secolo, il "manoscritto Poppleton".
È composta da tre parti:
- Una introduzione sull'origine dei Pitti, probabilmente ripresa dall'Etymologia di Isidoro da Siviglia
- Una lista di re dei Pitti
- Brani presi dalla Cronaca dei re di Alba

È abbastanza evidente che le ultime due parti siano state originalmente redatte in gaelico a causa della presenza di molti termini gaelici tradotti in latino.

## Versione D
Nel XII secolo il re Giric mac Dúngail aveva acquisito la fama di liberatore leggendario della chiesa scozzese dall'oppressione dei Pitti e compariva in racconti fantastici che lo descrivevano come conquistatore dell'Irlanda e della maggior parte dell'Inghilterra. Di conseguenza, re Giric era conosciuto come "Gregorio il Grande". In alcune versioni le conquiste di re Giric appaiono in Bernicia, piuttosto che in Irlanda (Hibernia).
Uno di questi racconti è nella versione Cronaca dei re di Alba inclusa nella Orygynale Cronykil of Scotland di Andrew of Wyntoun, secondo il quale che Áed mac Cináeda regnò un anno e fu ucciso dal suo successore Giric a Strathallan (come riportato in altre liste di re). Qui Giric, o Grig, è chiamato "Makdougall", figlio di Dúngal.

La versione "D", che può essere considerata la più diffusa, contiene questo resoconto di Giric:
Giric, figlio di Dungal, regnò per dodici anni; e morì a Dundurn, e fu sepolto a Iona. Sottomise a sé tutta l'Irlanda e quasi [tutta] l'Inghilterra; e fu il primo a dare la libertà alla chiesa scozzese, che fino a quel momento era in servitù, secondo il costume e la moda dei Pitti.
Questo resoconto non è riportato nel "Manoscritto di Poppleton". Le versioni note come "D", "F", "I", "K" e "N", contengono questo resoconto copiato dalla Cronaca di Melrose.
Il materiale latino interpolato nell'Orygynale Cronykl di Andrea di Wyntoun afferma che il re Dub fu assassinato a Forres e cita a un'eclissi di sole che può essere datata al 20 luglio 966.